# Egyházi Géza
Egyházi Géza (Pomáz, 1970. április 8. –) magyar színész, énekes.

## Életút
1970-ben született Pomázon. Egy budapesti vendéglátóipari szakközépiskolában érettségizett. Később 12 éven át dolgozott egy éneklő-pincéres étteremben, ahol üzletvezető is volt. 2006-ban egy zongorista felfedezte énekhangját, ekkor kezdte képezni magát, az újpesti Erkel Zeneiskolába járt. Válogatókra járt, amelynek következtében megkapta első szerepét a Rómeó és Júlia című musicalben.
Állandó szereplője a PS Produkció előadásainak, a Vámpírok bálja (musical) Krolock gróf főszerepének megformálása hozta meg számára az országos és nemzetközi ismertséget. Vendégművészként játszik a Madách Színházban  és vidéki színházakban, főképp musicalekben.

## Fontosabb színházi szerepei
- Ábrahám: Bál a Savoyban - Henry
- Presgurvic: Romeo és Júlia - Parisz
- Kálmán: A bajadér - Radzsami (Németország)
- Eisemann-Szilágyi_Zágon: Hyppolit, a lakáj - Nagy András
- Martos-Kardos: Gül Baba - Gábor diák
- Steinman-Kunze: Vámpírok bálja - Krolock gróf
- Cooney: A miniszter félrelép - Szállodaigazgató
- Hervé - Meilhac - Millaud: Nebáncsvirág - Fernand de Champlatreux
- Huszka-Martos-Gádor: Lili bárónő - Illésházy gróf
- Andersson - Ulvaeus: Sakk - Anatoly Sergievsky
- Boublil-Schönberg: Nyomorultak - Jean Valjean
- T. S. Eliot - A. L. Webber: Macskák - Old Csendbelenn
- Boublil-Schönberg: Les Misérables - A nyomorultak - Javert
- Kálmán: A cirkuszhercegnő - Mister X
- Queen-Ben Eltonː We will rock you - Kashoggi
- Miklós Tibor-Várkonyi Mátyás: Sztárcsinálók - Seneca
- Derzsi-Meskó: A tizenötödik - Julius von Haynau

## Lemezei
- Vámpírok bálja (musical) élő előadás felvétel (Live in Budapest) PS Produkció 2007.
- Sakk (musical) élő előadás felvétel (Budapest Live) PS Produkció 2015.
- Egyházi Géza "El nem múló vágy" PS Produkció 2015.
- We Will Rock You musical élő előadás felvétel (Hungarian Live) PS Produkció 2019.

## Díjai
- Gundel Művészeti Díj (2010)